# Ride (2018)
Ride é um filme de suspense e ação estadunidense de 2018, dirigido e escrito por Jeremy Ungar. Sendo produzido pela Unified Pictures e a Look to the Sky e sendo distribuído pela RLJ Entertainment. Estrelado por Bella Thorne, Jessie T. Usher e Will Brill. O filme estreou no Los Angeles Film Festival  e no Berlin Fantasy Filmfest, na Alemanha. Estreou dia 12 de setembro de 2018 e teve seu lançamento mundial em 5 de outubro de 2018.

## Enredo
James (Jessie T. Usher) paga suas contas, levando as pessoas ao redor de Los Angeles, usando um serviço de compartilhamento de carona. Em uma noite de trabalho, ele pega a linda passageira Jessica (Bella Thorne). Os dois começam a conversar e se dão bem. Quando Jessica desce do carro, James sai em busca do seu próximo passageiro Bruno (Will Brill), que convence James a voltar ao local que ele deixou Jessica e convidá-la a se juntar a eles para uma noite de diversões. Mas as coisas tomam um rumo chocante quando Bruno, mostra uma arma e uma ideia distorcida de diversão e eles são obrigados a fazer um passeio aterrorizante.

## Filmagem
Basicamente, o filme inteiro se passa na cidade de Los Angeles na Califórnia.

## Recepção
No Rotten Tomatoes o filme tem uma aprovação de 33% com base em 12 avaliações e uma classificação média de 5,6/10. Já no Metacritic o filme tem uma pontuação média de 45 em 100, com base em 6 criticas, indicando "criticas mistas ou médias". No IMDB o filme tem uma uma pontuação de 5,5/10 com base em 1,652 notas (opinião do publico).